# Wąwóz Kraków

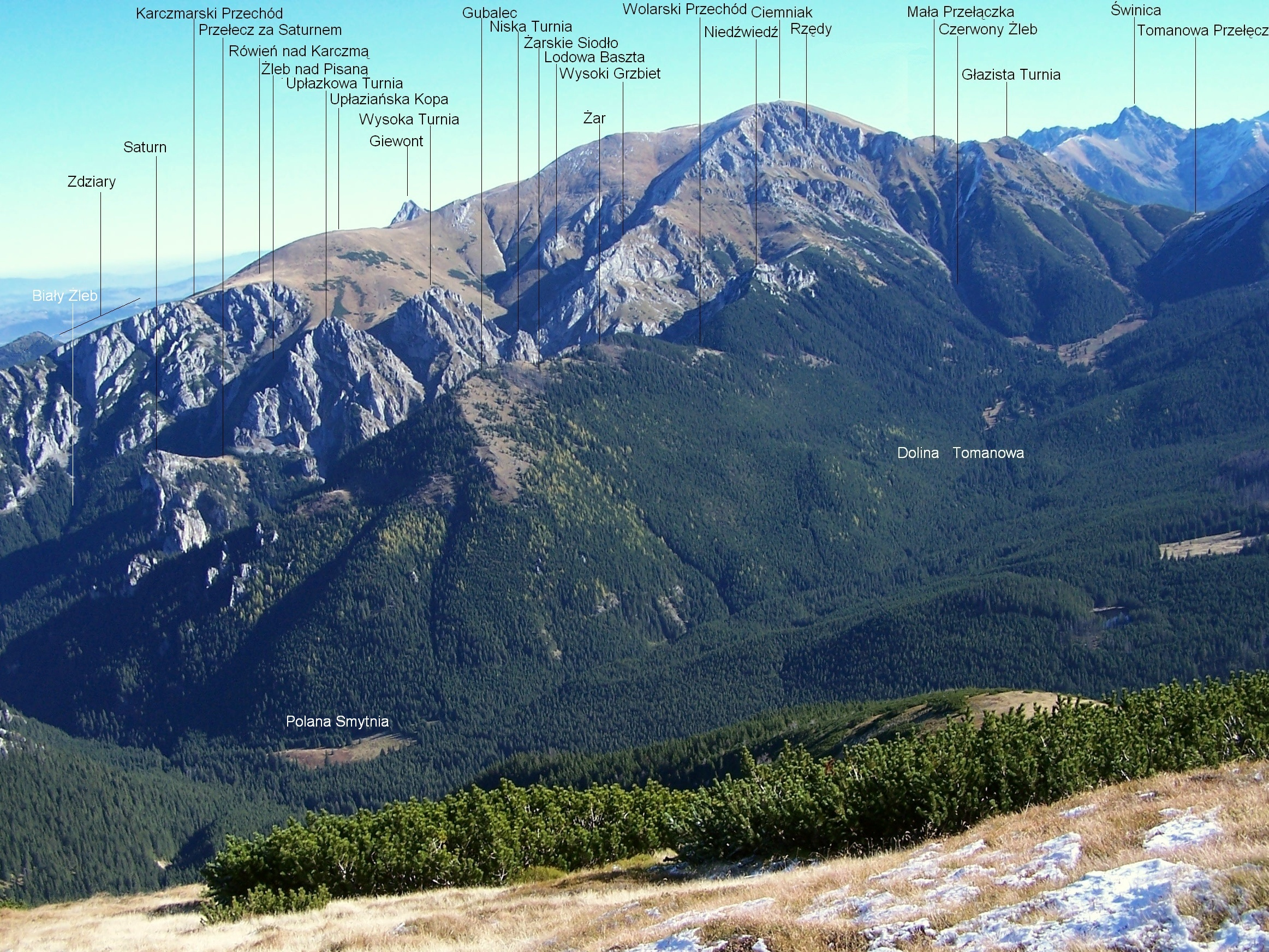
Widok na Wąwóz Kraków z Ornaku

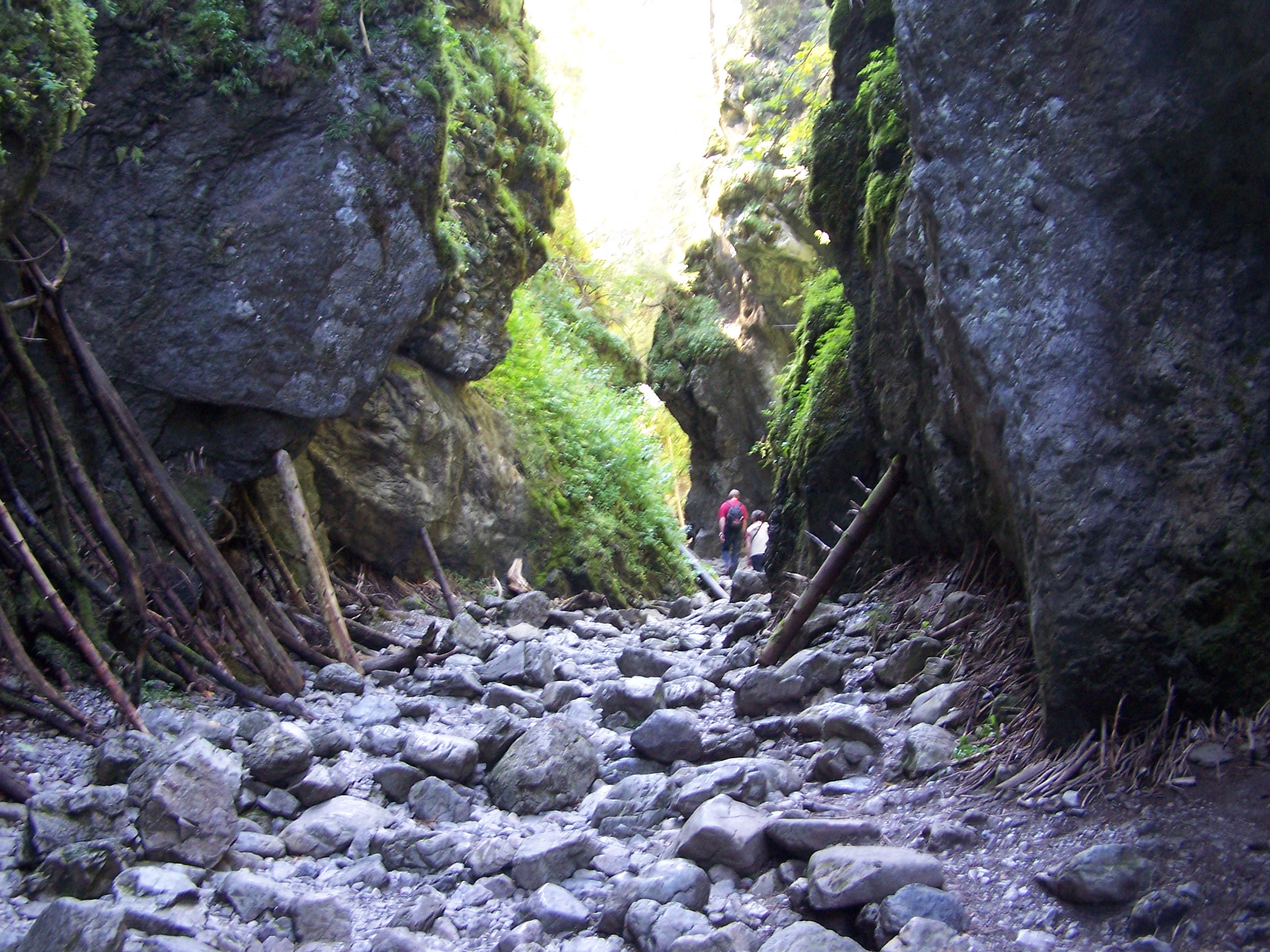
Dolna, turystyczna część wąwozu

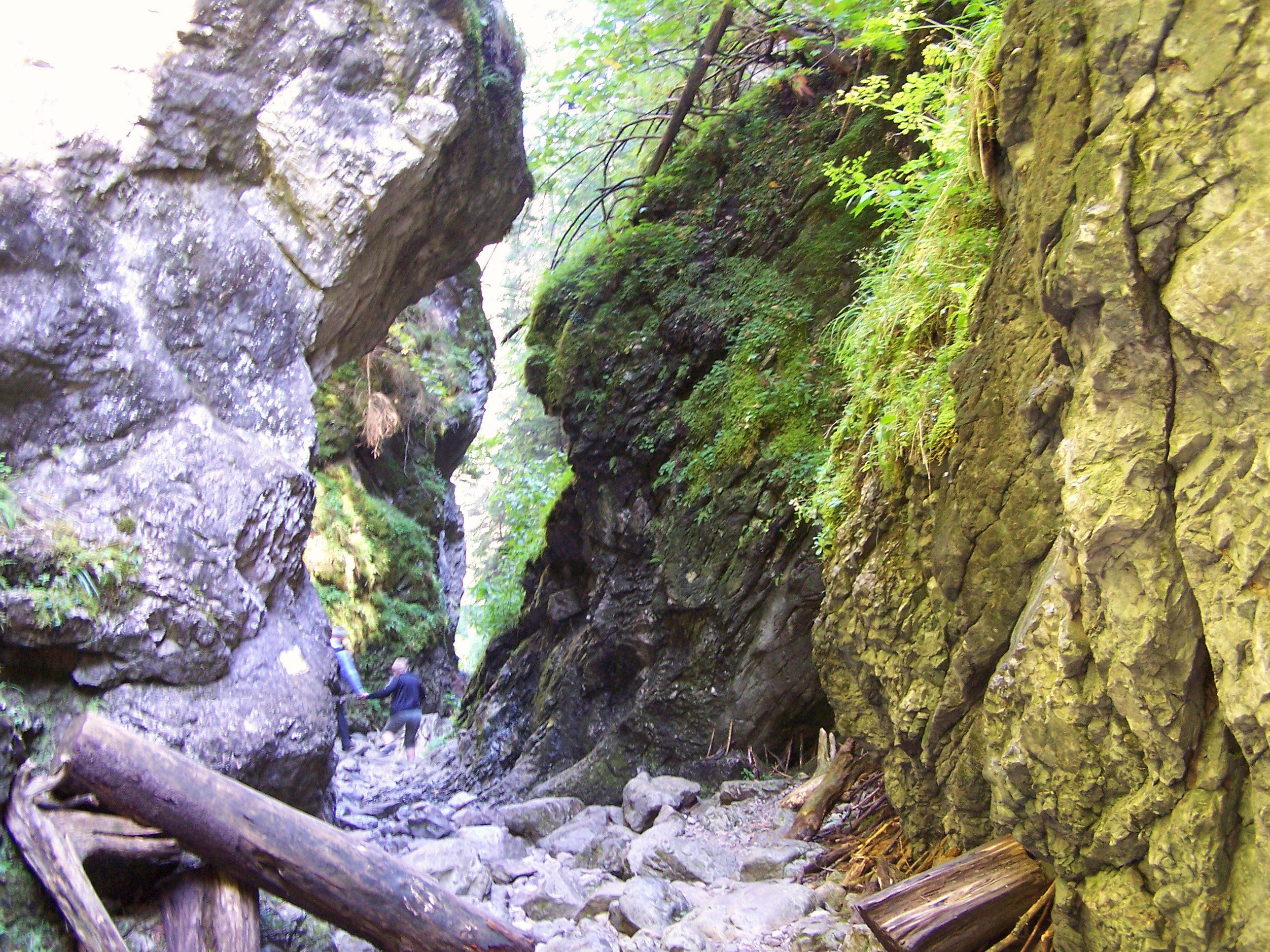
Początkowa część Wąwozu Kraków

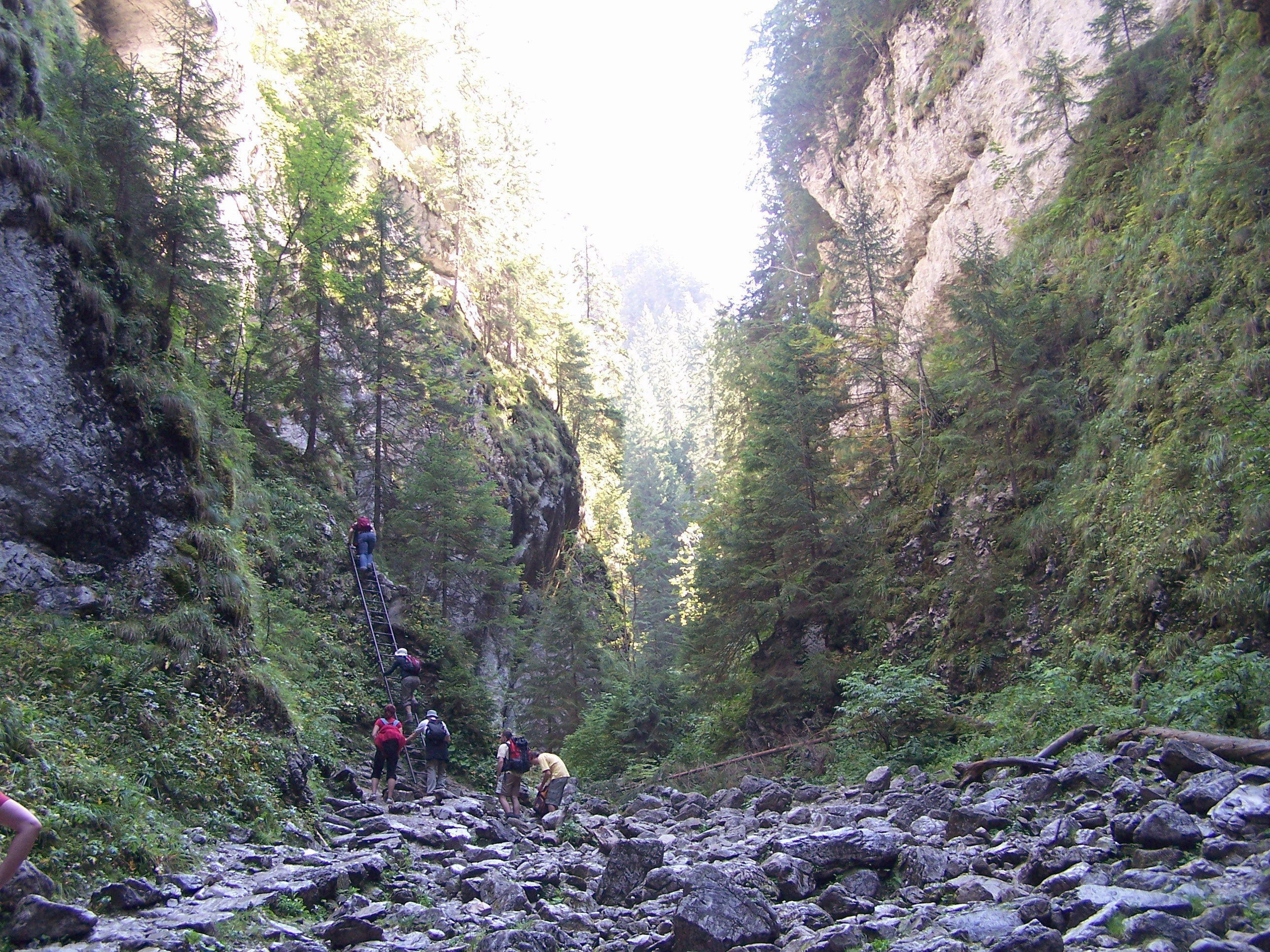
Dolna, turystyczna część wąwozu

Wąwóz Kraków lub Kraków – boczna, orograficznie prawa odnoga Doliny Kościeliskiej w polskich Tatrach Zachodnich, wcięta głęboko w stoki masywu Ciemniaka i Upłaziańskiej Kopy.

## Topografia
Ma łączną długość ok. 3 km i powierzchnię ok. 2,3 km². Wylot znajduje się na wysokości ok. 1040 m n.p.m., tuż przed Wyżnią Kościeliską Bramą, w górnej części Polany Pisanej, po jej wschodniej stronie, zaś górą Wąwóz Kraków podchodzi wysoko w zachodnich stokach Ciemniaka. W górnej części rozgałęzia się na dwie odnogi oddzielone od siebie Wysokim Grzbietem. Są to:
- Kamienne Tomanowe będące przedłużeniem głównego ciągu Wąwozu Kraków,
- Żleb Trzynastu Progów i Zadnie Kamienne z dwoma żlebami. Jeden z nich (Lodowy Żleb) podchodzi niemal pod Szerokie Siodło (2026 m)[4].

Oprócz tych dwóch głównych odnóg do Wąwozu Kraków opada kilka mniejszych żlebów i kotłów, m.in. Wolarski Żleb, Upłazkowy Kocioł, Przednie Kamienne, Kocioł pod Saturnem. W dnie wąwozu jest kilka rozszerzeń: Rynek, Płaśń między Progi, Plac pod Ratuszem.

## Opis wąwozu
Wąwóz Kraków uważany jest za najpiękniejszy wąwóz skalny polskich Tatr Zachodnich. Zwiedzano go już w pierwszej połowie XIX wieku. Był też penetrowany przez poszukiwaczy skarbów, o czym świadczą pozostawione przez nich znaki na skałach w trudno dostępnych miejscach.
Zbudowany jest niemal w całości ze skał węglanowych, jedynie najwyższa część Zadniego Kamiennego nakryta jest skałami krystalicznymi, bardzo niewielkie ich ilości znajdują się także na Wysokim Przechodzie i Tomanowym Przechodzie. Powstał w procesie krasowienia skał węglanowych (wapienie, dolomity), czyli w ten sam sposób co dominująca większość jaskiń tatrzańskich. Dlatego znajduje się w nim ponad 120 jaskiń, z których 8 ma ponad 100 metrów długości. Są to: Jaskinia Wysoka – Za Siedmiu Progami, Jaskinia Lodowa w Ciemniaku, Jaskinia Psia, Jaskinia Poszukiwaczy Skarbów, Groby, Jaskinia pod Zamkiem, Jaskinia Zakosista i Jaskinia pod Okapem. Jedną z krótszych jaskiń jest np. Lustrzana Szczelina. W wąwozie występują też inne formy typowe dla obszarów krasowych: nyże, leje, żłobki krasowe, także mosty skalne.

## Turystyczna część Wąwozu Kraków
Najniższa, udostępniona turystycznie część Wąwozu Kraków to wycięty w skałach węglanowych skalny kanion o pionowych lub przewieszonych ścianach, o dnie zarzuconym kamieniami. Ta część wąwozu jest pozostałością korytarza dawnej jaskini, w której zawaliło się sklepienie. Dno wąwozu jest na ogół suche, gdyż Wąwóz Kraków odwadniany jest przez wywierzysko pod Skałą Pisaną, woda płynie nim tylko po obfitych opadach. Wiosną długo zalega w wąwozie śnieg. Po przejściu około 100 metrów rozszerzenie i po lewej stronie żelazna drabinka, którą wspiąć się trzeba na pionową niemal skałę, w której znajduje się wejście do jaskini – Smoczej Jamy (niewielki tunel jaskiniowy) i przez nią z powrotem na Polanę Pisaną (z pomocą łańcuchów i klamer możliwość ominięcia Smoczej Jamy). Po wyjściu ze Smoczej Jamy widok na prześwitujące między drzewami, w odległości kilkuset metrów turnie – Saturn i Ratusz.

## Dalsza część Wąwozu Kraków
Dalsza, znacznie większa część Wąwozu Kraków objęta jest ochroną ścisłą i jest niedostępna ani dla turystów ani taterników. Nazwa wąwozu ma korzenie góralskie: górale wędrujący sporadycznie do Krakowa zauważyli podobieństwo wąskich uliczek krakowskiego Starego Miasta do skalnego wąwozu w Dolinie Kościeliskiej. Stąd pochodzi nazwa całej doliny (Kraków) oraz znajdujących się w jej otoczeniu turni (Ratusz, Baszta, Kościół), jaskiń (Smocza Jama) oraz rozszerzenia doliny (Rynek). Wąwóz zawalony jest tutaj drzewami i poprzegradzany progami (najwyższy z nich ma wysokość około 10 m). Wyżej wąwóz znacznie się rozszerza (Płaśń między Progi). Część doliny zatraca charakter kanionu, jeden z biegów natomiast staje się Żlebem Trzynastu Progów – kolejnym wąwozem, tym razem znacznie bardziej stromym (trudności wspinaczkowe), przypominającym pozbawioną stropu jaskinię.

## Przyroda
W otoczeniu Wąwozu Kraków są liczne przykładu lasu urwiskowego, często bywają tutaj dzikie zwierzęta, włącznie z niedźwiedziem i wilkiem. Występuje bogata flora, m.in. w Tatrach opisana tylko na dwóch stanowisk pluskwica europejska (drugie jej stanowisko opisano w Organach). Ponadto z rzadkich w Polsce gatunków roślin występują: storczyk drobnokwiatowy, starzec pomarańczowy, sparceta górska, przymiotno węgierskie i ostrołódka karpacka.

## Szlaki turystyczne
– częścią Wąwozu Kraków prowadzi szlak turystyczny z Polany Pisanej. Trasa jednokierunkowa, czas przejścia ok. 55 min. Przydatna latarka (do przejścia Smoczej Jamy).